# UC Browser
UC Browser – przeglądarka internetowa stworzona przez chińską firmę UCWeb, będącą własnością Alibaba Group. Według strony StatCounter, od lutego 2018 roku jest jedną z najpopularniejszych przeglądarek mobilnych na świecie. Pierwotnie uruchomiona w kwietniu 2004 roku. Jako aplikacja J2ME, jest dostępna na wielu platformach, w tym Android, BlackBerry OS, iOS, Java ME, Symbian, Windows Phone i Microsoft Windows.

## Cechy
Przeglądarka korzysta z technologii przyspieszania i kompresji danych. Serwery UC Browser działają jako proxy, które kompresuje i renderuje dane stron internetowych przed wysłaniem ich do użytkowników. Ten proces przyspiesza ładowanie stron WWW. Przeglądarka może dostosować się do niektórych środowisk sieciowych i obsługiwać pobieranie wielu plików. Ponadto UC Browser ma aplikacje HTML5 i funkcje synchronizacji w chmurze. Ma funkcję „szybkiego pobierania”, która zwiększa prędkość pobierania przy użyciu techniki pobierania wielu wątków.
UC Browser jest dostępne na kilku rodzajach smartfonów, ale Android jest największą bazą użytkowników dla UCWeb, 300 milionów użytkowników z 500 milionów.

### UC+: HTML5, WebApp i wtyczki
W lipcu 2013 roku UCWeb ogłosiło otwartą platformę UC+. Platforma składa się ze sklepu WebApp, platformy dla wtyczek i platformy zakładek aplikacji. Została uruchomiona wraz z uruchomieniem UC Browser v9.2 dla Androida.
Programiści mogą używać zestawu SDK do tworzenia programów, które można wywoływać w różnych scenariuszach użytkowania. Użytkownicy mogą pobrać je z panelu dodatkowego przeglądarki, aby uzyskać bardziej spersonalizowane przeglądanie Internetu, takie jak udostępnienie do serwisu społecznościowego, tłumaczenie stron internetowych, rozszerzona rzeczywistość, sterowanie głosowe itp.. Platforma zakładek aplikacji umożliwia stronom partnerskim umieszczanie kodu QR w przeglądarce UC, aby użytkownicy mogli zeskanować kod i dodać stronę do swoich zakładek. UC Browser WebApp Center było jedną z pierwszych mobilnych aplikacji w Chinach.

### Zarządzanie pobieraniem
Przeglądarka zawiera menedżera pobierania z opcją czytania strony w trybie offline. Obsługuje wstrzymywanie i wznawianie pobierania. Nowa wersja menedżera pobierania ma ulepszone funkcje do rozwiązywania problemów, takich jak przerwane połączenie internetowe i niepoprawnie oznaczone pliki. Proces pobierania będzie kontynuowany nawet po zamknięciu aplikacji i automatycznie wznowiony, jeśli pobieranie zostanie przerwane z jakiegoś powodu. Menedżer pobierania automatycznie sortuje pobrane pliki według ich typu i umieszcza je w odpowiednich folderach.

### Kompresja danych
Kompresja danych zmniejsza ich zużycie podczas przeglądania. Od 2006 roku UC Browser wykonuje więcej kompresji i renderowania na swoich serwerach, co jest podobne do działania „thin client”. Jest jedyną nowoczesną przeglądarką, która nie obsługuje kompresji WOFF2 i Brotli.

### Chmura
UCWeb twierdzi, że chmura używana przez przeglądarkę ma tendencję do pobierania danych z najbliżej dostępnych serwerów, dzięki czemu proces ładowania jest szybszy i bardziej płynny dla użytkowników.

## Prywatność i bezpieczeństwo

### Bezpieczeństwo
Badania wykazały, że UC Browser nie jest bezpieczne i ma problemy z prywatnością. Ma wiele słabych punktów. Zgodnie z testem Qualys SSL Lab i raportem SSL/TLS High-Tech Bridge’s można znaleźć w niej luki Logjam, FREAK i POODLE. Wykorzystuje przestarzałą kryptografię szyfrowania RC4 z przestarzałym protokołem SSL 3 lub nawet SSL 2, który ma wiele wad bezpieczeństwa.

### Prywatność
W 2015 roku w ramach wycieków Snowdena ujawniono, że UC Browser przenosi wrażliwe dane IMSI, IMEI, MSISDN, identyfikatora Androida, adresu MAC, dane dotyczące lokalizacji geograficznej i dane wi-fi bez żadnego szyfrowania; które mogłyby być wykorzystywane przez agencje wywiadowcze do śledzenia użytkowników. W maju 2015 roku Citizen Lab opublikowało informacje o wycieku danych dotyczących prywatności kilku użytkowników UC Browser. Organizacja przetestowała dwie wersje przeglądarki UC, jedną w języku angielskim, a drugą w języku chińskim. Dokumenty ujawnione przez demaskatora Agencji Bezpieczeństwa Narodowego (NSA) Edwarda Snowdena ujawniły, że Australijska Dyrekcja Sygnałów (ASD) zidentyfikowała przeglądarkę UC jako słabą pod względem bezpieczeństwa. Jej powszechne zastosowanie w Chinach, Indiach i Indonezji sprawiło, że była szczególnie atrakcyjna do sprawdzenia przez ASD. Dokumenty ujawniły, że we współpracy z partnerami Five Eyes, ASD zhakowało przeglądarkę UC i zainfekowało smartfony programami szpiegującymi. ASD odmówiło komentarza w odniesieniu do tych wydarzeń.
W 2016 roku Citizen Lab poinformowało o poważnych problemach związanych z bezpieczeństwem i prywatnością w wersjach angielskiej i chińskiej wersji na Androida przeglądarki UC. Raport skrytykował przekazywanie informacji umożliwiających identyfikację osób różnym komercyjnym narzędziom analitycznym oraz transmisję zapytań użytkowników bez szyfrowania. Udało im się również ominąć szyfrowanie przeglądarki UC, oskarżając ich o używanie nieefektywnych systemów szyfrowania w przesyłaniu danych osobistych abonentów, identyfikatorów urządzeń mobilnych i danych geolokalizacyjnych użytkowników.
Pomiędzy majem i czerwcem 2016 roku Alibaba Group udostępniła Citizen Lab zaktualizowane wersje UC Browser, aby zweryfikować ich poprawki zabezpieczeń dotyczące tych problemów. W następnej aktualizacji opublikowanej przez Citizen Lab wskazano, że nie wszystkie wcześniej zidentyfikowane wycieki danych i naruszenia prywatności zostały naprawione w UC Browser.
Ministerstwo Elektroniki i Techniki Informatycznej (MEITY) w Indiach prowadzi obecnie dochodzenie w sprawie naruszenia prywatności przez posiadane przez Alibaba UC Browser. Zarzuca się, że druga najczęściej używana przeglądarka w Indiach wysyła dane użytkownika do chińskich serwerów i że zachowuje kontrolę nad DNS urządzenia użytkownika nawet po usunięciu przeglądarki.
Sprawa, po raz pierwszy uwidoczniona dzięki odkryciom Uniwersytetu w Toronto, jest obecnie analizowana przez Centrum Rozwoju Zaawansowanych Technologii (C-DAC), Hyderabad. Przeprowadza techniczne dochodzenie w sprawie zarzutów wysuniętych w raporcie Uniwersytetu w Toronto, które twierdzą, że „kilka poważnych luk w zakresie prywatności i bezpieczeństwa poważnie naraziłoby użytkowników UC Browser na inwigilację i inne naruszenia prywatności”.

## Platformy
UC Browser jest kompatybilne z wieloma systemami operacyjnymi, w tym Android, BlackBerry, iOS, Symbian, Windows i Windows Phone.

### Android
Android stanowi największą bazę użytkowników przeglądarki, z 300 milionami z 500 milionów w systemie operacyjnym Google. W Google Play dostępne są dwie wersje przeglądarki, w tym UC Browser i UC Browser Mini.

### iOS
UC Browser dla systemu iOS zostało wprowadzone po raz pierwszy w 2010 roku.
UC Browser otrzymało swoją dotychczasową wersję w 2016 roku.

### Windows
UC Browser 7.0 jest aktualną wersją dla systemu Windows.

### Windows Phone
UC Browser zostało wydane dla Windows Phone na początku 2012 roku i jest obecnie najczęściej pobieraną przeglądarką internetową innego producenta w tym systemie operacyjnym. Jego popularne funkcje obejmują pobieranie, przeglądanie incognito i udostępnianie wi-fi.

## Strategia lokalizacji
Firma ogłosiła strategię „Going Global” w 2012 roku. Dostarczając różne wersje na rynek angielski, rosyjski, indonezyjski, wietnamski i inne, firma ma nadzieję, że będzie lepiej służyć rosnącej międzynarodowej bazie użytkowników. Firma korzysta z własnych sieci serwerów, które umożliwiają przeglądarce dostarczanie spersonalizowanych treści użytkownikom na całym świecie. Poza kwestiami technicznymi, firma zwraca się do lokalnych projektantów i ekspertów, aby uwzględnili lokalne kultury i przyzwyczajenia, twierdzi CEO Yongfu Yu. Logo UC Browser zostało przeprojektowane w grudniu 2012 roku, z uroczej wiewiórki komiksowej na bardziej abstrakcyjną i stylizowaną ikonę, która jest bardziej zgodna z amerykańskimi wzorami.

## Partnerstwo
UCWeb dostosował swoją przeglądarkę dla indyjskich klientów Vodafone w maju 2013 roku.
W maju 2013 roku UCWeb ogłosiło partnerstwo z firmą Trend Micro. Zgodnie z umową obie firmy będą pracować nad bezpieczeństwem przeglądarki.
W sierpniu 2013 UC Browser stworzyło kanały dystrybucyjne takich firm jak AppURL Initiative.
W sierpniu 2013 roku Gameloft wraz z wyłącznymi dystrybutorami licencjonował UCWeb do sprzedaży swoich produktów.

## Odbiór

### Przyjęcie na rynek
UCWeb twierdzi, że ich przeglądarka osiągnęła 500 milionów użytkowników w marcu 2014 roku, wzrost ten przypisano dużej bazie użytkowników w Chinach, Indiach i Indonezji.
W październiku 2012 roku UC Browser pobiło w rankingu Operę w bezpłatnej kategorii pobierania aplikacji na Androida w Google Play w Indiach po raz pierwszy. Według niezależnej firmy analitycznej StatCounter UC Browser przewyższyło Operę jako najwyższą przeglądarkę mobilną w Indiach, która stanowiła 32,82% udziału w rynku w porównaniu do 26,91% Opery.
Google Zeitgeist 2013 pokazał, że „najbardziej popularne aplikacje mobilne” w Indiach były zdominowane przez aplikacje do przesyłania wiadomości i przeglądania, a WhatsApp i UC Browser w rankingu najbardziej poszukiwań na urządzeniach mobilnych w 2013 roku.
W 2016 roku UC Browser miało ponad 100 milionów aktywnych użytkowników miesięcznie.